# 17038 Вейк
17038 Вейк (17038 Wake) — астероїд головного поясу, відкритий 26 березня 1999 року.
Тіссеранів параметр щодо Юпітера — 3,392.